# St.-Andreas-Kirche (Kiew)
Koordinaten: 50° 27′ 32,5″ N, 30° 31′ 4,6″ O

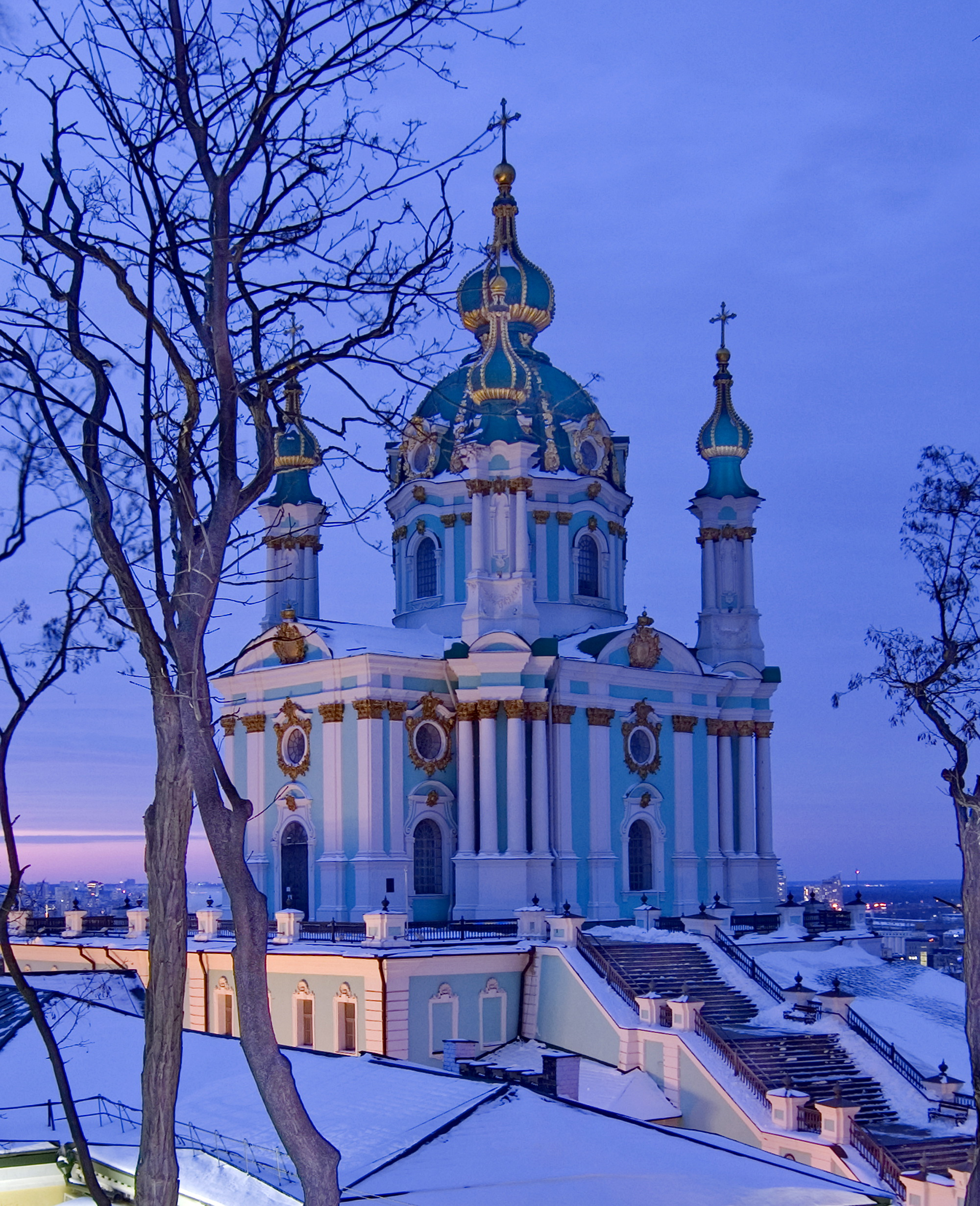
St.-Andreas-Kirche

Die St.-Andreas-Kirche (ukrainisch Андріївська церква Andriiwska Zerkwa) befindet sich auf einer der ältesten Straßen der Stadt am Anfang des Andreassteigs im Zentrum Kiews, der Hauptstadt der Ukraine. Die Andreaskirche steht auf dem Gelände des alten Kiewer Detinez.

## Bedeutung
Die Kirche besticht durch ihren Standort: Das Smaragdgrün der Fassade, das Gold der Kuppeln und die elegante Form treten plastisch auf dem Hintergrund der lichten Weiten jenseits des Dnepr hervor. Wegen ihrer Leichtigkeit und Plastizität wird sie auch die „fliegende Kirche“ genannt.
Durch künstlerischen Ausdruck und Originalität zählt die Andreaskirche zu den Meisterwerken der ukrainischen Baukunst des 18. Jahrhunderts. Die Kirche ist seit 2009 zusammen mit der Kirche des heiligen Kyrill in der sogenannten Tentativliste der UNESCO als nominierte Welterbestätte eingetragen.

## Geschichte
Den Grundstein der Andreaskirche soll der Legende nach der Apostel Andreas gelegt haben. Andreas kam im ersten Jahrhundert nach Christus den Dnepr entlang bis zu den Hügeln im heutigen Kiew. An der Stelle auf dem nach ihm benannten Hügel, wo heute die Kirche steht, segnete er die umliegenden Hügel und stellte ein Kreuz auf.
Im Jahr 1112 ließ Fürst Mstislaw I. hier die hölzerne Kreuzerhöhungskirche errichten, die bis 1560 stand. Danach stand der Platz leer und diente als Bollwerk der nahegelegenen Festung. Als Zarin Elisabeth Petrowna Romanowa bei ihrem Besuch 1744 die vielen Bettler an diesem Ort sah, befahl sie den Bau einer Hofkirche an der Stelle des Kreuzes zu Ehren des Apostels Andreas, der auch Patron des Zarenreiches war. Im September 1744 legte sie zusammen mit ihrem Liebhaber Alexei Grigorjewitsch Rasumowski drei Fundamentsteine auf dem Hügel nieder.
Nach der Weihe 1767 wurde die Kirche mehrfach renoviert, jedoch wurden keine wesentlichen Veränderungen vorgenommen.
1968 wurde ein Kirchenmuseum eingerichtet. Es enthält eine Ausstellung über die Geschichte des Bauwerks und das Schaffen seines Architekten Rastrelli.
1990–2018 hatten im Erdgeschoss die Geistliche Akademie und das Seminar der Ukrainischen Autokephalen Orthodoxen Kirche ihren Sitz.
Heute ist die Andreaskirche ein Bestandteil des Nationalen Denkmalschutzgebiets Kiewer Sophienkathedrale Hagia Sophia.
Am 18. Oktober 2018 beschloss das ukrainische Parlament, dass die St.-Andreas-Kirche dem Ökumenischen Patriarchat zur Nutzung übergeben wird.

## Architektur und Ausstattung

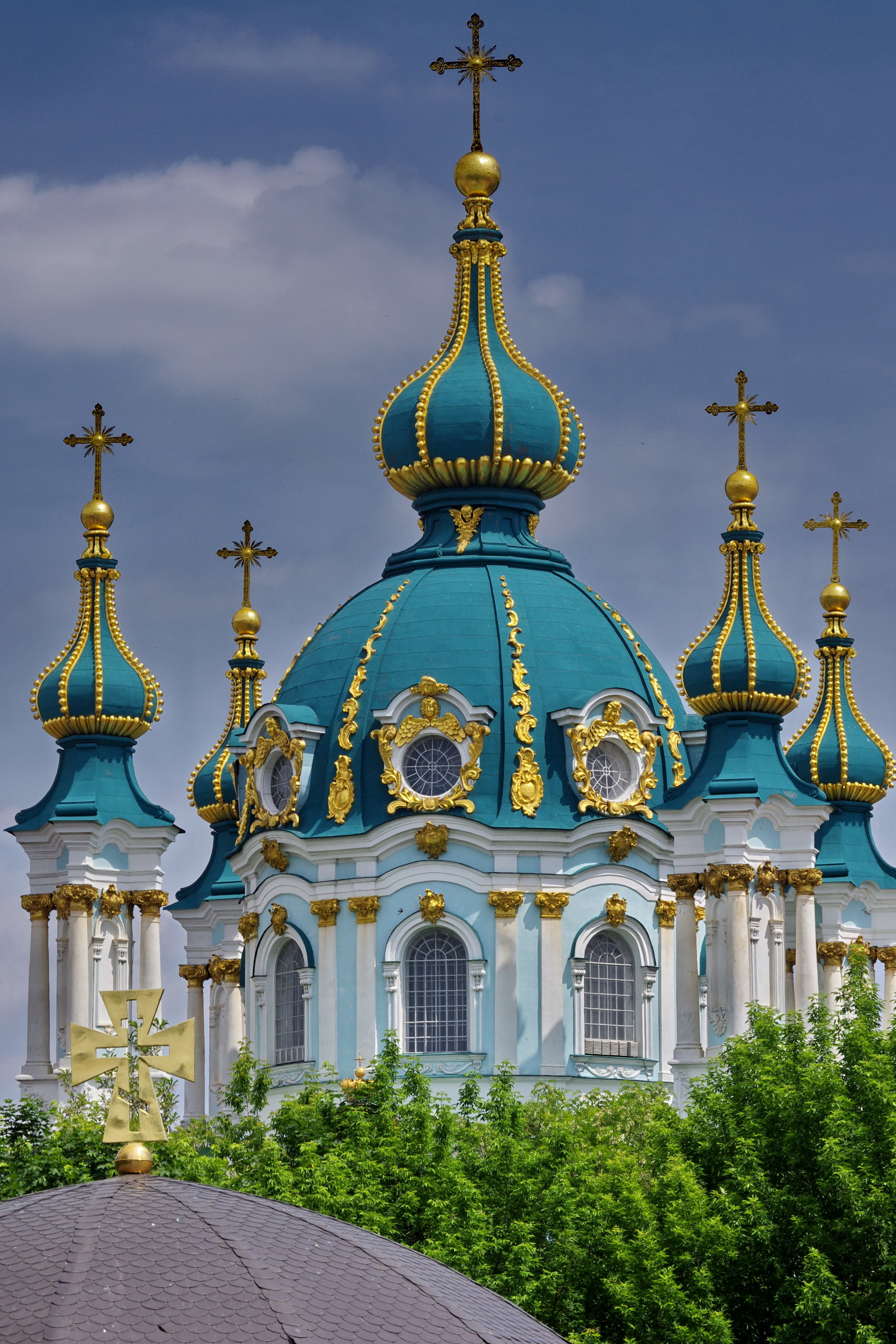
Außenansicht der Kuppel

Bartolomeo Francesco Rastrelli war der Architekt und Iwan Mitschurin der ausführende Baumeister. Rastrelli ließ einige Ideen des deutschen Architekten Gottfried Johann Schädel in Form von ukrainischen Barockelementen in sein Projekt einfließen.
Die der ukrainischen Bautradition folgende Barockkirche auf dem Grundriss eines griechischen Kreuzes hat eine 46 Meter hohe Zentralkuppel mit Fenstern sowie vier zierliche weiße Seitentürmchen, die mit ihren kleinen Säulen und Kuppeln an Minarette erinnern. Die Ausmaße der einschiffigen Fünfkuppel-Kreuzkirche betragen 32 Meter in der Länge, 23 Meter in der Breite, 42,6 Meter in der Höhe und bis zu 15 Meter in die Tiefe des Fundaments. Ihre Gesamthöhe beträgt 60 Meter. Ein Zwiebeldach mit einem Kreuz auf einer vergoldeten Kugel krönt die eiförmige, vertikal gestreckte Kuppel. Der Durchmesser der Hauptkuppel beträgt 10 Meter. Den acht Fenstern des hohen Tambours entsprechen runde Lukarnen im unteren Teil der Kuppel. Die dynamischen Biegungen des gekröpften Gebälks, die Fassade und die Vorsprünge mit korinthischen Doppelsäulen, Pilastern, Girlanden, Gesimsen, vergoldeten Kapitellen, bogenförmigen Giebeln, verschnörkelten Kartuschen, Kaskaden goldener Blumen und stilisiertes Muschelwerk auf dem goldenen und türkisen Grund verleihen dieser Kirche einen besonderen Reiz. An den vergoldeten Giebelkartuschen erkennt man das Monogramm E.P. der Zarin Elisabeth Petrowna, der Auftraggeberin der Kirche. Im zweigeschossigen Stylobat mit mächtigen Innenstützen befinden sich eine Unterkirche sowie ein Priesterseminar und Priestergemächer des Kiewer Patriarchats der Ukrainisch-Orthodoxen Kirche. Das Dach des Unterbaus ist die Terrassenplattform, die von einer Balustrade umgeben ist. Eine majestätische gusseiserne Treppe führt zum Kircheneingang hinauf.
Betritt man den Innenraum der Andreaskirche, so ist man geblendet vom Glanz und der Pracht, die dem Rokoko-Stil nahesteht, aber dennoch der Stilistik der barocken Außenansicht entspricht. Die Dekoration mit Stuck und Wandmalereien dauerte 15 Jahre. Auch diese Gestaltungen wurden nach den Plänen von Rastrelli ausgeführt. Dazu gehören die Pfeiler und Pilaster, das prächtig bemalte Kuppelgewölbe, die Schnitzereien und Malereien, die Girlanden und die verzierten Wände.
Hauptakzent ist die hohe, reich vergoldete dreireihige Ikonostase mit samtartigem himbeerrotem Hintergrund, die den Altar vom übrigen Kirchenraum trennt. Zwei Türflügel erlauben den Durchgang. Der Altar und ebenso die von Engeln getragene, mit Blattgold verzierte, mit Gemälden versehene Kanzel wurden von 1754 bis 1761 in Sankt Petersburg gefertigt. Die Kanzel ist in drei Reihen unterteilt und mit Ikonen, Gemälden, Voluten, Kartuschen, Schnitzereien und Engeln geschmückt. Gekrönt wird sie von einer Skulpturengruppe. Interessant sind auch die Gemälde auf der Rückseite der Ikonostase sowie an den Seitenwänden. Die Ikone „Das heilige Abendmahl“ im Altarraum wurde lange Zeit Leonardo da Vinci zugeschrieben, tatsächlich stammt sie aber von Alexei Antropow, einem Meister der Ikonenmalerei. Unter der Leitung des russischen Künstlers Iwan Wischnjakow malte er zusammen mit seinen Schülern Alexej Belski und Iwan Firsow die Entwürfe für die Ikonen und Deckenmalereien.

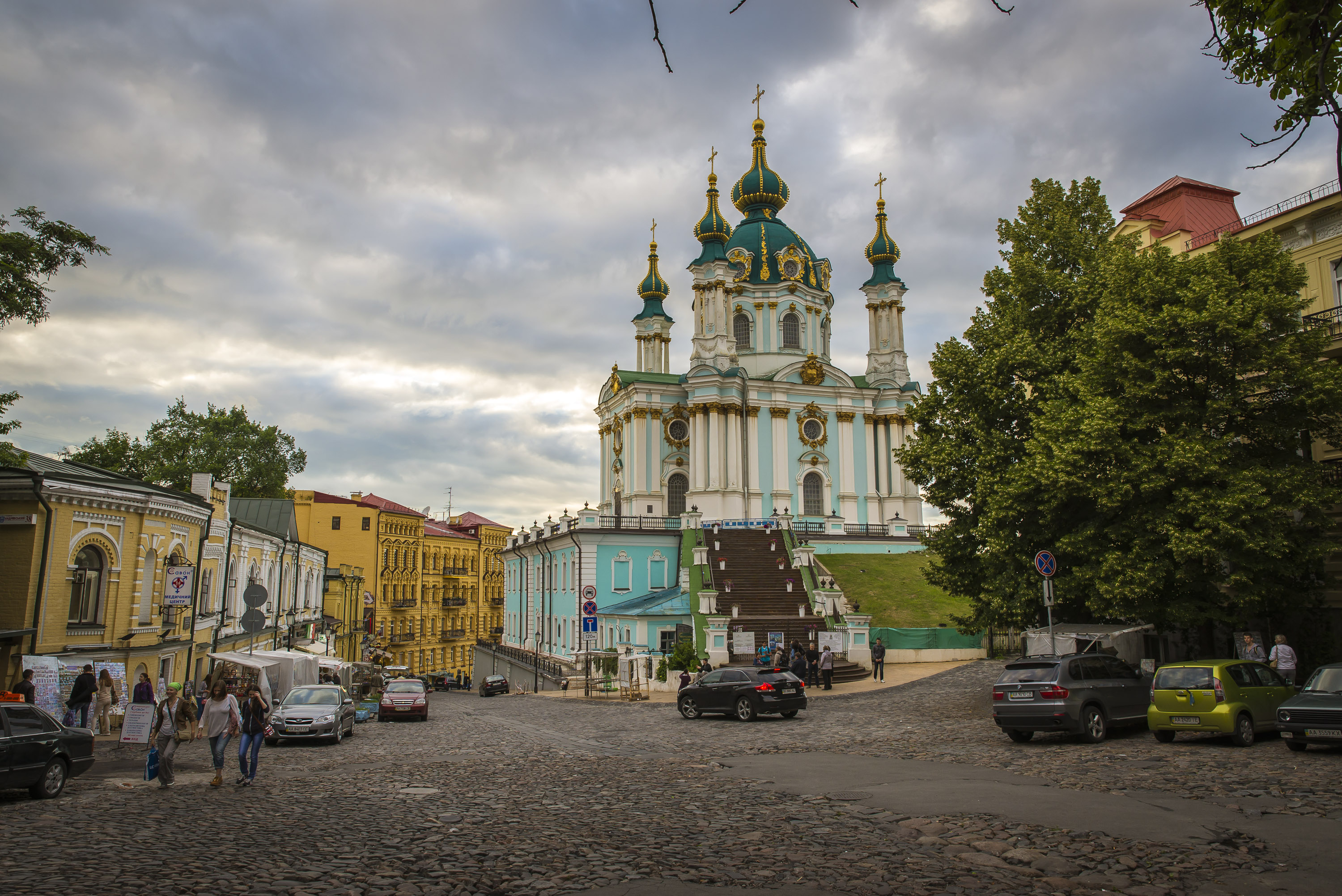
Außenansicht
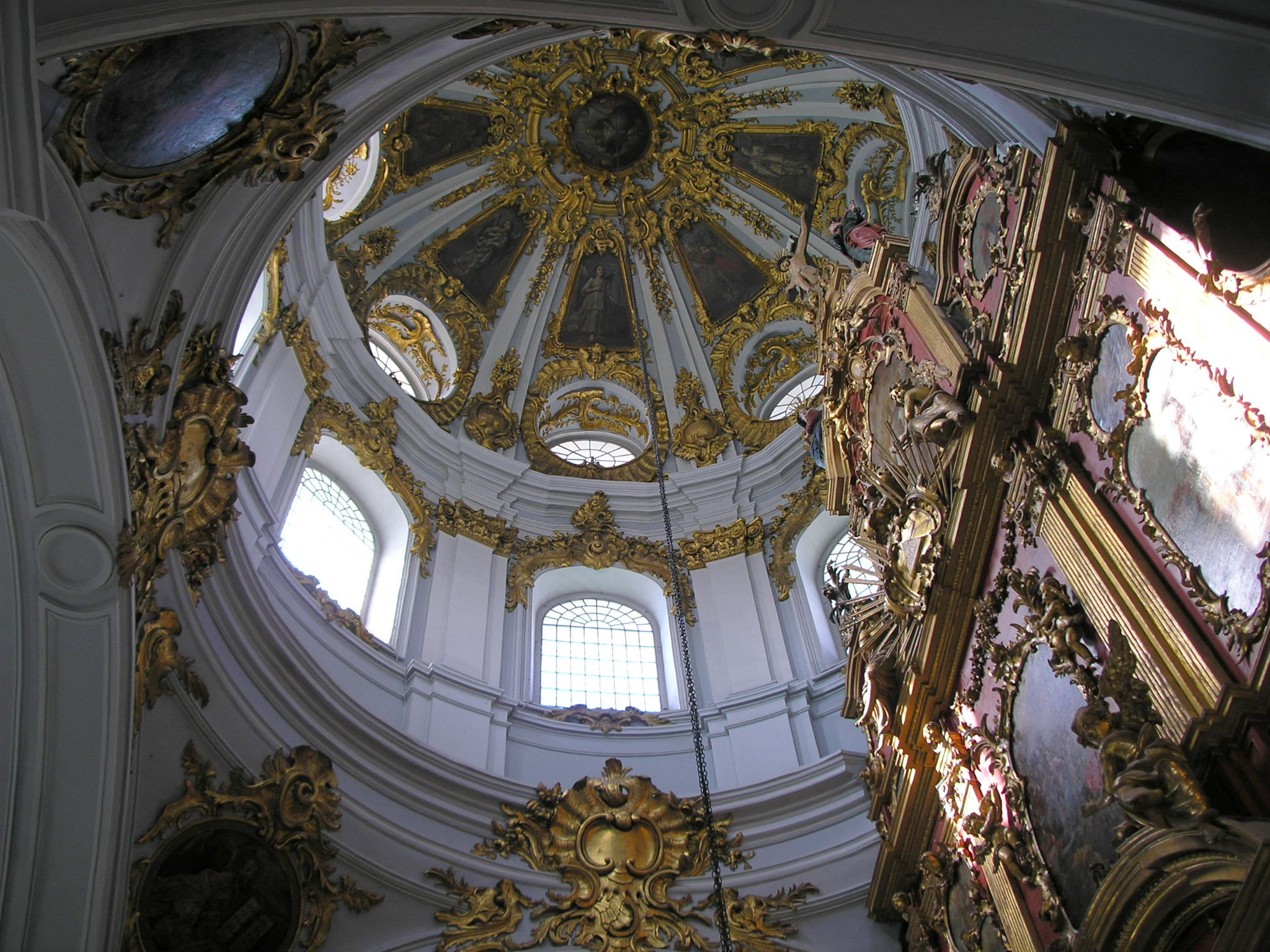
Blick in die Hauptkuppel
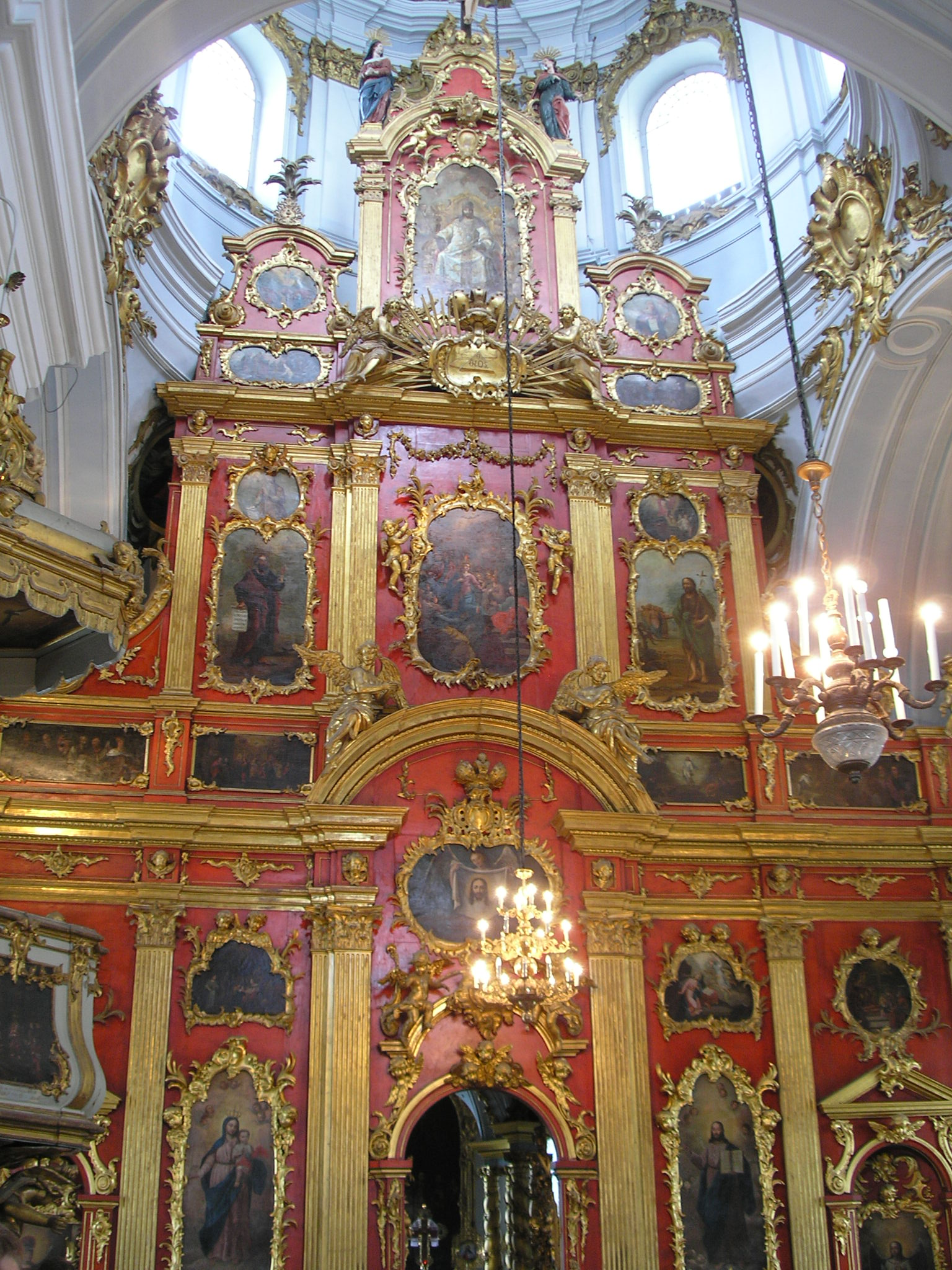
Ikonostase
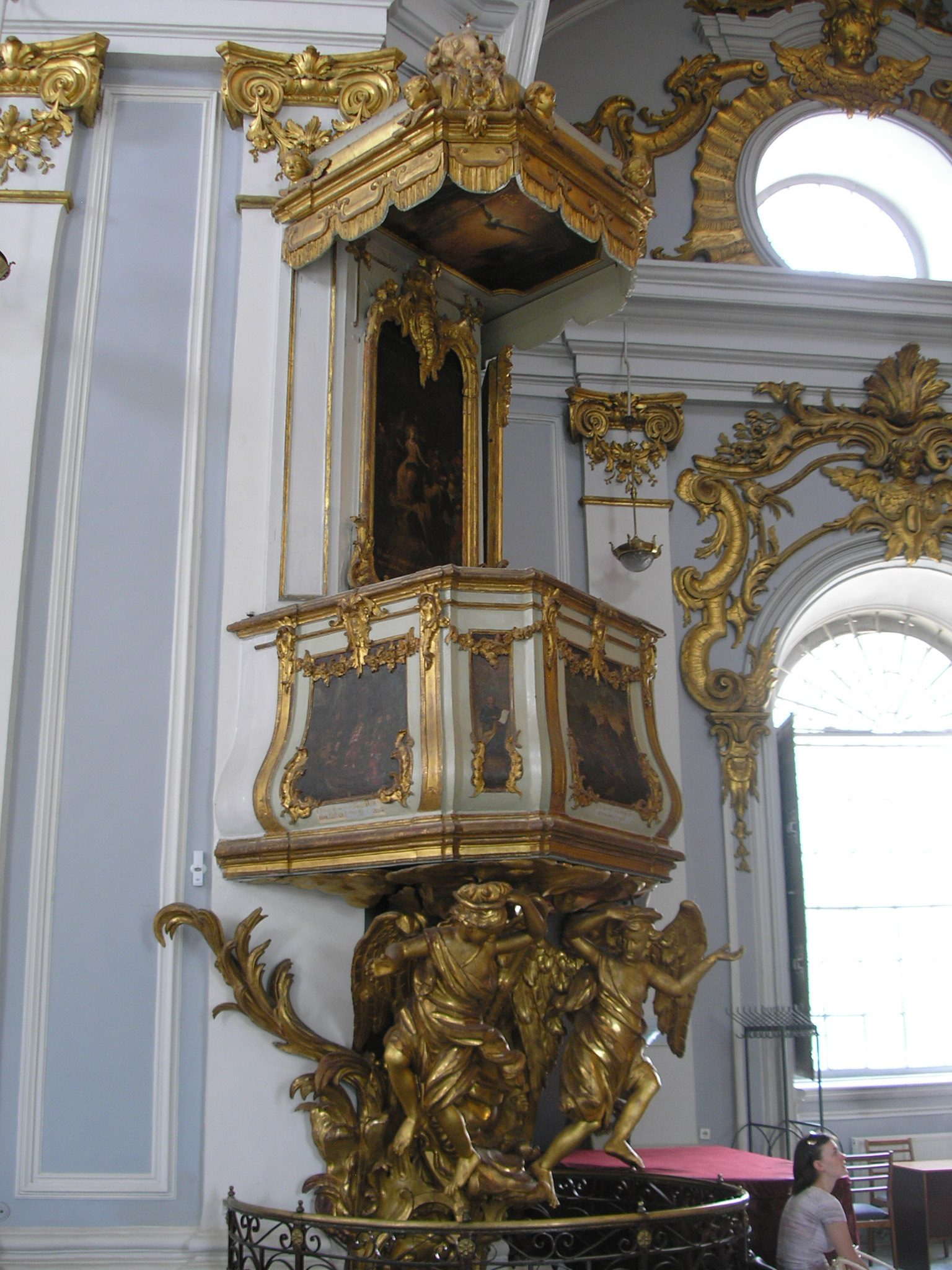
Kanzel
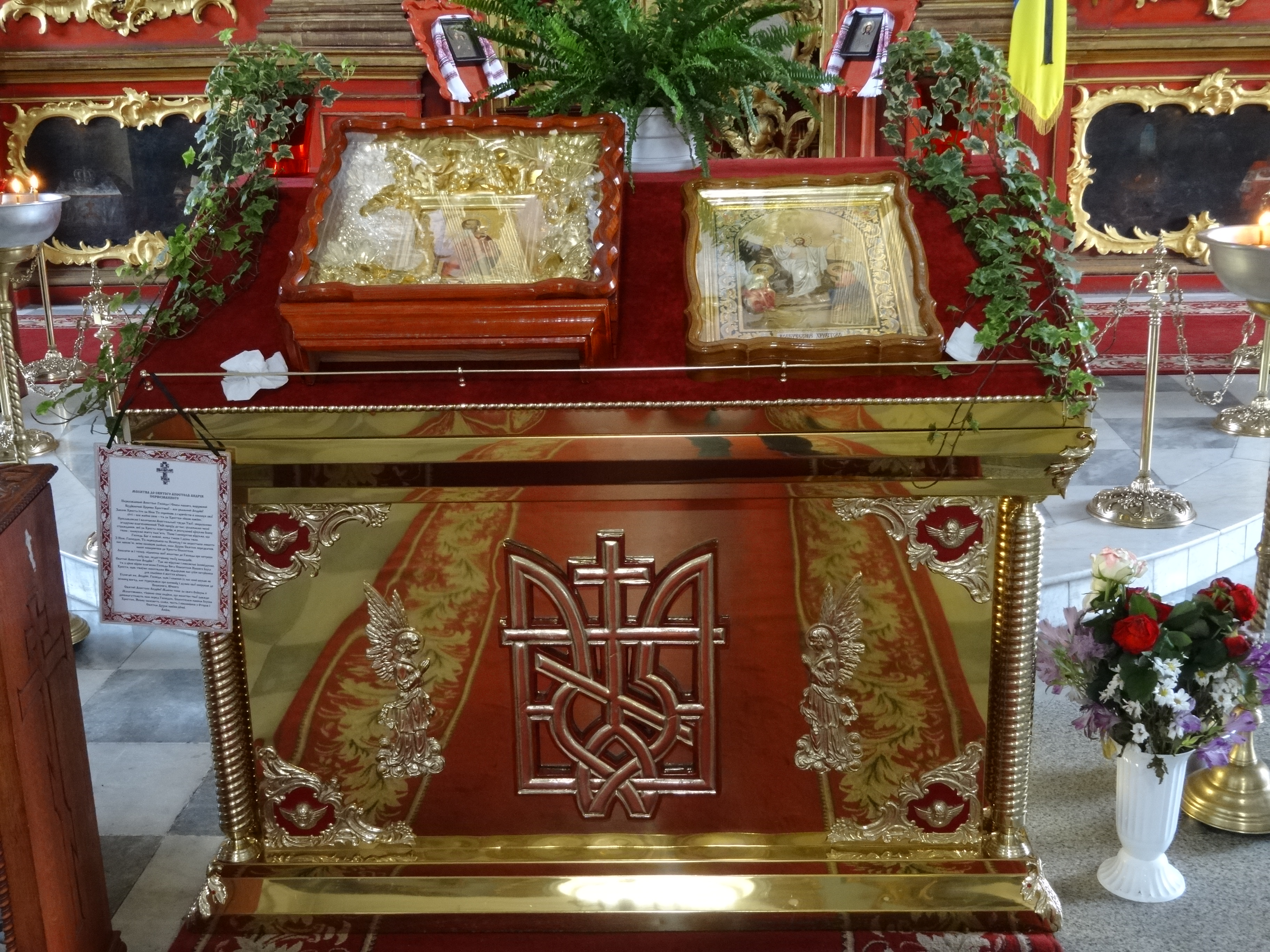
Analogion mit Ikonen